# 스트라이크 대거
스트라이크 대거(영어: Strike Dagger, 일본어: ストライクダガー)는 TV 애니메이션 《기동전사 건담 SEED》 시리즈에 등장하는 모빌 슈트로 분류되는 가공의 유인 조종식 인간형 로봇 병기이다.
지구연합군의 주력 양산기로 《기동전사 건담 SEED》 전반부의 주역기인 스트라이크 건담의 설계를 바탕으로 개발되었다. 다만 신속한 대량 생산을 위해 일부 기능이 생략되어 있으며, 스트라이크 건담의 특징인 백팩 환장기구인 "스트라이커 팩 시스템"을 가지지 않는다. 생략된 기능을 가진 진정한 완성기는 "105 대거"로 미디어 믹스 기획 《건담 SEED MSV》에 등장했고, 《기동전사 건담 SEED DESTINY》에 등장하는 "대거 L" 등의 발전형도 차례로 설정되었다.
메카닉 디자인은 오오카와라 쿠니오가 담당하였다.

## 같이 보기
- 기동전사 건담 SEED